# Keller Mulde mit Leh- und Rothbachtal, mit Laberg und Grammert
Das Naturschutzgebiet Keller Mulde mit Leh- und Rothbachtal, mit Laberg und Grammert ist das größte Naturschutzgebiet im Landkreis Trier-Saarburg in Rheinland-Pfalz. Das 271,68 ha große Gebiet, das mit Verordnung vom 7. Juni 1999 unter Naturschutz gestellt wurde, erstreckt sich zu beiden Seiten eines Teilabschnittes der oberen Ruwer und der B 407 zwischen den Ortsgemeinden Kell am See im Nordosten und Waldweiler im Südwesten.